# Beitrittskandidaten der Europäischen Union

Derzeitige Mitgliedstaaten
Beitrittskandidaten mit Verhandlungen
Beitrittskandidaten
Bewerberstaaten
Beitrittskandidaten mit angehaltenen Verhandlungen

Mitgliedschaften in europäischen Organisationen I (Stand: Juli 2024)

Mitgliedschaften in europäischen Organisationen II (Stand: Februar 2025)

Dieser Artikel widmet sich den Beitrittskandidaten der Europäischen Union und jenen Staaten, die der EU beitreten möchten oder von verschiedener Seite als mögliche Beitrittskandidaten genannt werden.
Art. 49 des EU-Vertrags räumt jedem europäischen Staat das Recht ein, einen Antrag auf EU-Mitgliedschaft zu stellen. „Europäisch“ wird dabei in einem politisch-kulturellen Sinn verstanden und schließt die Mitglieder des Europarats – wie beispielsweise die Republik Zypern – mit ein.
Den offiziellen Status „Beitrittskandidat“ vergibt die EU an Staaten, die einen Aufnahmeantrag gestellt haben, welcher nach einer positiven Empfehlung durch die Europäische Kommission vom Rat der Europäischen Union einstimmig angenommen wurde. Das genaue Beitrittsverfahren wird im Artikel Erweiterung der Europäischen Union erläutert. Die Wahrung der Kopenhagener Kriterien spielt bei dem Beitrittsprozess eine entscheidende Rolle.
Auf dem Gipfel in Thessaloniki wurde 2003 die Integration der Staaten des ehemaligen Jugoslawiens – sogenannte Westbalkan-Staaten – als das nächste große Ziel der EU-Erweiterung festgelegt (siehe auch Westbalkan-Konferenz). Diese Staaten wurden von der EU als potenzielle Beitrittskandidaten bezeichnet. Seit den Beitrittsbemühungen Kroatiens und Nordmazedoniens ist es neue Praxis der EU, mit diesen potenziellen Beitrittskandidaten zunächst ein Stabilisierungs- und Assoziierungsabkommen (SAA) abzuschließen. Durch dieses wird der zukünftige Mitgliedstaat politisch und wirtschaftlich an die EU gebunden und man erhofft sich höhere Stabilität, bevor konkrete Beitrittsgespräche begonnen werden.
Die folgenden neun Staaten haben von der EU den offiziellen Status eines „Beitrittskandidaten“ zuerkannt bekommen.

## Albanien
Die Bestrebungen zum Beitritt Albaniens in die EU reichen in das Jahr 2003 zurück, als der südosteuropäische Staat als erster der „potenziellen Beitrittskandidaten“ die Verhandlungen über ein Stabilisierungs- und Assoziierungsabkommen (SAA) aufnahm. Im Mai 2005 äußerte die damalige Regierung unter Ministerpräsident Fatos Nano die Hoffnung, im Jahr 2014 der EU beitreten zu können, da dieses Jahr das 25-jährige Jubiläum des Falls der Berliner Mauer markiert.
Das SAA wurde 2006 offiziell unterzeichnet.
Die Ratifizierung des SAA (durch alle EU-Staaten und Albanien) wurde am 1. April 2009 abgeschlossen. Am selben Tag wurde Albanien in die NATO aufgenommen. Am 28. April reichte Albanien den formellen EU-Mitgliedschaftsantrag ein.
Am 16. September 2009 übergaben die Außenminister der EU den Beitrittsantrag der EU-Kommission in Brüssel. „Die Kommission muss das Gesuch nun prüfen, bevor Albanien offiziell den Status eines Beitrittskandidaten erhalten kann“, schrieb die Nachrichtenagentur AFP.
Am 17. Dezember 2009 erhielt Albanien einen Beitrittsfragebogen mit insgesamt 2280 Fragen, den der damalige Ministerpräsident Sali Berisha beantwortet am 14. April 2010 bei der Europäischen Kommission einreichte.
Seit dem 24. Juni 2014 ist Albanien offizieller Beitrittskandidat der Europäischen Union. Ende März 2020 wurde vom Europäischen Rat der Start von Beitrittsverhandlungen beschlossen. Die konkrete Aufnahme von Gesprächen wurde jedoch im November 2020 von den Niederlanden blockiert. Amsterdam wünschte zusätzlich zu den EU-Kriterien auch die Sicherstellung der Funktion des Verfassungsgerichts und die Umsetzung eines Mediengesetzes.
Im Juli 2022 konnte die Blockade beendet werden und die EU startete die Beitrittsverhandlungen.

## Bosnien und Herzegowina
Am 16. Juni 2008 wurde nach dreijähriger Verhandlungsdauer mit Bosnien und Herzegowina das Stabilisierungs- und Assoziierungsabkommen (SAA) unterzeichnet. Ende Juni 2012 mahnten die EU-Außenminister Verfassungsänderungen in Bosnien und Herzegowina an, ohne die der Beitrittsantrag erfolglos wäre. Der Europäische Gerichtshof für Menschenrechte hatte diese in einem Urteil verlangt, da bestimmte Minderheiten durch die bisherige Verfassung davon ausgeschlossen sind, für öffentliche Ämter zu kandidieren. Die Ratifizierung des SAA wurde im April 2015 abgeschlossen, sodass es zum 1. Juni 2015 in Kraft treten konnte.
Am 15. Februar 2016 reichte der Vorsitzende des bosnischen Staatspräsidiums, Dragan Čović, offiziell den Antrag auf Mitgliedschaft in der Europäischen Union ein. Am 15. Dezember 2022 wurde Bosnien und Herzegowina als Beitrittskandidat anerkannt.
Am 12. März 2024 empfahl die EU-Kommission die Aufnahme von Beitrittsverhandlungen. Am 21. März 2024 einigten sich die Staats- und Regierungschefs der Europäischen Union auf dem EU-Gipfel in Brüssel auf die Aufnahme von Beitrittsverhandlungen mit Bosnien und Herzegowina.

## Georgien
Georgien ist Europaratsmitglied und beteiligt sich an den EU-Programmen Europäische Nachbarschaftspolitik (ENP) und TRACECA. Kulturell betrachten sich die überwiegend christlich-orthodoxen Georgier als Europäer.
Seit dem Kaukasuskrieg 2008 um die umstrittenen Territorien Abchasien und Südossetien fand eine deutliche Annäherung an die Europäische Union statt. Im November 2013 unterzeichnete Georgien im Rahmen der Östlichen Partnerschaft ein Assoziierungsabkommen mit der EU. Das wirtschaftliche und politische Assoziierungsabkommen wurde zwischen Georgien und der EU am 27. Juni 2014 in Brüssel geschlossen. Seit dem 1. September 2014 ist Georgien Mitglied der Vertieften und umfassenden Freihandelszone (DCFTA).
Am 3. März 2022 reichte Georgien ein EU-Beitrittsgesuch ein. Die Entscheidung dazu wurde wohl durch den Angriff Russlands auf die Ukraine im Februar 2022 beschleunigt, im Vorjahr war noch ein Beitrittsgesuch für 2024 angestrebt worden. Nachdem der Rat der Europäischen Union die EU-Kommission am 7. März aufgefordert hatte, zu dem Gesuch Stellung zu nehmen, erhielt Georgien am 11. und 19. April 2022 Fragebögen der EU. Georgien legte die Antworten zum 10. Mai vor. Am 17. Juni 2022 empfahl die Kommission, Georgien den Kandidatenstatus zu erteilen, wenn eine Reihe von Prioritäten erfüllt worden sind. Zu diesen Prioritäten gehören die Stärkung der staatlichen Institutionen, Justizreformen, Bekämpfung der Korruption, Reduktion des Einflusses von Oligarchen, Bekämpfung der organisierten Kriminalität, Achtung der Menschenrechte und Stärkung der Zivilgesellschaft.
Der Europäische Rat folgte am 23. Juni 2022 dieser Empfehlung und stellte Georgien den Kandidatenstatus in Aussicht, wenn Georgien Fortschritte bei diesen Prioritäten macht.
Am 8. November 2023 empfahl die Europäische Kommission dem Europäischen Rat, Georgien den Status eines Beitrittskandidaten zu verleihen, was am 14. Dezember 2023 geschah.

## Moldau
Moldau grenzt an Rumänien und die Ukraine. 1992 hat sich der östlich des Dnister gelegene Teil als Transnistrien einseitig abgespalten. Am 1. Juli 1998 trat das Partnerschafts- und Kooperationsabkommen (PKA) zwischen der EU und Moldau in Kraft. Rumänien bemüht sich um die Heranführung des Nachbarstaates an die europäischen Strukturen.
Im November 2013 unterzeichnete Moldau im Rahmen der Östlichen Partnerschaft ein Assoziierungsabkommen. Das wirtschaftliche und politische Assoziierungsabkommen zwischen Moldau und der EU wurde am 27. Juni 2014 in Brüssel geschlossen. Seit dem 1. September 2014 ist Moldau Mitglied der Vertieften und umfassenden Freihandelszone (DCFTA).
Am 3. März 2022 reichte Moldau ein EU-Beitrittsgesuch ein. Beobachter sehen einen Zusammenhang mit dem russischen Einmarsch in die Ukraine und den EU-Beitrittsgesuchen von Georgien und der Ukraine. Nachdem der Rat der Europäischen Union die EU-Kommission am 7. März aufgefordert hatten, zu dem Gesuch Stellung zu nehmen, erhielt Moldau am 11. und 19. April 2022 Fragebögen der EU. Moldau legte die Antworten zum 12. Mai vor. Am 17. Juni 2022 empfahl die Kommission, Moldau den Kandidatenstatus zu erteilen. Am 23. Juni erteilte der Europäische Rat auf einem Gipfeltreffen in Brüssel Moldau gemeinsam mit der Ukraine den Status eines Beitrittskandidaten.
Am 21. Mai 2023 demonstrierten 80.000 Menschen in der Hauptstadt Chișinău für einen Beitritt Moldaus in die Europäische Union. Präsidentin Maia Sandu sagte, dass ihr Land der EU bis 2030 beitreten wolle. Sandu hielt ihre Rede teilweise auch in ukrainischer und russischer Sprache sowie in der Sprache der ethnischen Minderheit der autonomen Region Gagausien. EU-Parlamentspräsidentin Roberta Metsola sprach ebenfalls auf der Kundgebung. Sie sah die Republik Moldau „bereit für die europäische Integration“. Am 8. November 2023 empfahl die EU-Kommission dem Europäischen Rat die Aufnahme von Beitrittsverhandlungen mit der Republik Moldau. Am 14. Dezember 2023 teilte Ratspräsident Michel mit, dass der Europäische Rat der Aufnahme von Betrittsgesprächen mit der Republik Moldau zugestimmt habe. Die Beitrittsverhandlungen starteten am 25. Juni 2024.

## Montenegro
Das am 3. Juni 2006 unabhängig gewordene Montenegro möchte der EU beitreten und rechnet sich Chancen aus, dieses Ziel allein schneller zu erreichen, als wenn es in der Staatenunion Serbien und Montenegro verblieben wäre. Dieses Kalkül ist, was die Unterzeichnung des Stabilisierungs- und Assoziierungsabkommens (SAA) angeht, für Montenegro auch aufgegangen.
Am 12. Juni 2006 hat die EU Montenegro als Staat offiziell anerkannt. Die SAA-Verhandlungen mit Montenegro wurden Anfang Dezember 2006 abgeschlossen, die Paraphierung fand am 15. März 2007 statt. Am 15. Oktober 2007 wurde das SAA vom montenegrinischen Ministerpräsidenten Željko Šturanović im Beisein aller EU-Außenminister unterzeichnet. Die Ratifizierung des SAA (durch alle EU-Staaten und Montenegro selbst) trat am 1. Mai 2010 in Kraft.
Am 15. Dezember 2008 reichte Montenegro die offizielle Bewerbung um eine EU-Mitgliedschaft ein. Die Europäische Kommission übergab der montenegrinischen Regierung am 22. Juli 2009 den Beitrittsfragebogen mit circa 4000 Fragen. Am 9. Dezember 2009 wurden die beantworteten Fragen vom montenegrinischen Regierungschef Milo Đukanović dem EU-Erweiterungskommissar Olli Rehn in Brüssel feierlich überreicht.
Seit dem 19. Dezember 2009 können montenegrinische Staatsbürger visumfrei in die EU einreisen.
Am 9. November 2010 empfahl die Europäische Kommission den Beitrittskandidatenstatus für Montenegro. Am 10. Dezember 2010 wurde diese Entscheidung vom Europäischen Rat bestätigt. Die offizielle Verleihung des Kandidatenstatus fand auf dem EU-Gipfel am 17. Dezember statt.
In ihrem jährlichen Fortschrittsbericht zu den Kandidatenländern vom 12. Oktober 2011 schlug die EU-Kommission vor, die Beitrittsverhandlungen mit Montenegro aufzunehmen. Auf dem EU-Gipfel im Dezember 2011 wurde Montenegro die Aufnahme von Beitrittsverhandlungen zur Jahresmitte 2012 zugesagt. Diese Entscheidung wurde beim Gipfeltreffen der Staats- und Regierungschefs am 29. Juni 2012 offiziell bestätigt. Die Verhandlungen begannen am 18. Dezember 2012.

## Nordmazedonien
Nordmazedonien wurde als Republik Mazedonien am 17. Dezember 2005 der Status eines Beitrittskandidaten verliehen. Ende März 2020 wurde vom Europäischen Rat der Start von Beitrittsverhandlungen beschlossen. Das Land hatte am 22. März 2004 in Dublin seine Aufnahme offiziell beantragt. Seit 19. Dezember 2009 können mazedonische Staatsbürger visumfrei in die EU einreisen.
Ein Hindernis für den EU-Beitritt war der Namensstreit zwischen dem Land und dem EU-Mitglied Griechenland, das den Namen „Mazedonien“ für sich beansprucht. Ein Verhandlungsbeginn im März 2010, der von der schwedischen Ratspräsidentschaft im Dezember 2009 vorgeschlagen wurde, war von allen Mitgliedsländern mit Ausnahme Griechenlands befürwortet worden. Die EU-Außenminister mahnten, den Namensstreit beizulegen. Schließlich konnten sich die Regierungen Griechenlands und Mazedoniens im Juni 2018 einigen. Das Land nimmt den Namen Republik Nordmazedonien an und Griechenland blockiert im Gegenzug den Beginn der Beitrittsverhandlungen wie den Beitritt zur NATO nicht mehr.
Am 25. März 2020 gab der Europäische Rat daher auch grünes Licht für die Aufnahme von Beitrittsverhandlungen. Die praktische Umsetzung des Beschlusses scheiterte jedoch im November 2020 durch eine Blockade Bulgariens. Im Juli 2022 konnte die Blockade Bulgariens beendet werden, und die EU startete die Beitrittsverhandlungen mit Nordmazedonien.

## Serbien
Serbien wurde im April 2005 (damals noch als Teil der Staatenunion Serbien und Montenegro) ein EU-Beitritt in Aussicht gestellt. Dies erfolgte jedoch unter der Bedingung, dass Beitrittsgespräche erst dann aufgenommen werden könnten, wenn die serbische Regierung voll mit dem Internationalen Strafgerichtshof für das ehemalige Jugoslawien (ICTY) zusammenarbeite.
Vertreter der EU nahmen im Herbst 2005 mit Serbien-Montenegro Gespräche über ein Stabilisierungs- und Assoziierungsabkommen (SAA) auf. Die SAA-Gespräche wurden jedoch im Mai 2006 von der EU suspendiert, weil es den serbischen Behörden trotz gegenteiliger Beteuerungen damals nicht gelang, die mutmaßlichen Kriegsverbrecher Ratko Mladić und Radovan Karadžić zu fassen und an den ICTY auszuliefern.
Am 3. Juni 2006 teilten sich Serbien und Montenegro in zwei souveräne Staaten. Nach der Verhaftung des ehemaligen bosnisch-serbischen Generals Zdravko Tolimir am 31. Mai 2007 bestätigte die EU, dass sich die serbische Regierung in Richtung verstärkter Zusammenarbeit mit dem ICTY bewege und entschieden dafür einsetze, diese Angelegenheit zum Abschluss zu bringen. Die SAA-Gespräche mit Serbien wurden daraufhin am 13. Juni 2007 wieder aufgenommen.
Nachdem die Hauptanklägerin Carla del Ponte die Zusammenarbeit zwischen Serbien und dem ICTY positiv eingeschätzt hatte, wurde das SAA am 7. November 2007 paraphiert. Die Paraphierung fand in Anwesenheit von Präsident Boris Tadić und Vizepremierminister Božidar Đelić statt. Nach langwierigen Verhandlungen wurde das SAA von Vertretern der 27 EU-Regierungen und Đelić am 29. April 2008 in Luxemburg unterschrieben. Ratifiziert werden, und damit in Kraft treten, kann es allerdings erst, wenn die EU Serbien die vollständige Kooperation mit dem ICTY bescheinigt.
Am 21. Juli 2008 gelang es den serbischen Behörden, Radovan Karadžić zu fassen. Er lebte als Arzt in Belgrad unter dem Namen Dragan Dabić. In der EU wurde der Schritt positiv aufgenommen. Karadžić wurde am 31. Juli nach Den Haag zum Internationalen Strafgerichtshof für das ehemalige Jugoslawien überstellt, am gleichen Tag wurde er noch verhört. Weitere EU-Beitrittsverhandlungen dürften auch davon abhängen, wie die diplomatischen Verhandlungen um die Unabhängigkeit des Kosovo verlaufen.
Eine neuerliche Ankündigung fand im November 2009 durch den serbischen Außenminister Vuk Jeremić im Anschluss an ein Gespräch mit EU-Erweiterungskommissar Rehn statt. Seit 19. Dezember 2009 können nun auch serbische Bürger visafrei in den Schengen-Raum reisen. Am 22. Dezember 2009 reichte Serbien die offizielle Bewerbung um eine EU-Mitgliedschaft ein.
Am 26. Mai 2011 wurde Ratko Mladić nach langjähriger Flucht in Serbien festgenommen. In ihrem jährlichen Fortschrittsbericht zu den Kandidatenländern vom 12. Oktober 2011 schlug die EU-Kommission schließlich vor, Serbien den Status eines Beitrittskandidaten zu gewähren. Die Aufnahme der Verhandlungen für Serbien bleibt jedoch an die Bedingung geknüpft, die Vermittlungsgespräche mit dem Kosovo wieder aufzunehmen. Auf dem EU-Gipfel am 1. März 2012 wurde Serbien der Status eines Beitrittskandidaten verliehen. Die Beitrittsverhandlungen begannen am 21. Januar 2014.

## Türkei
Die Türkei ist seit 1999 Beitrittskandidat (Zollunion seit 1996). Die Beitrittsverhandlungen selbst haben am 3. Oktober 2005 begonnen. Am 17. Dezember 2004 hatte sich der Europäische Rat für die Aufnahme von Beitrittsverhandlungen mit der Türkei entsprechend den Empfehlungen des Kommissionsberichts vom 6. Oktober 2004 ausgesprochen, worauf sich das Europäische Parlament, dessen Beschluss rechtlich nicht bindend für die Staats- und Regierungschefs ist, am 15. Dezember 2004 mit großer Mehrheit ebenfalls für den Beginn von Beitrittsverhandlungen ausgesprochen hatte.
Kritiker lehnen die türkische Mitgliedschaft aus verschiedenen Gründen ab. Sie führen an, dass der Großteil der Türkei (rund 97 %) nicht in Europa, sondern in (Klein-)Asien liegt. Es wird oft hinzugefügt, dass die Türkei als vorwiegend muslimisches Land kulturell nicht dem überwiegend christlichen Europa zugehörig sei. Auch Menschenrechtsfragen werden als Ablehnungsgrund genannt; sie würden durch eine echte Anpassung an EU-Recht zwar rapide verbessert, aber eine reale Anpassung werde in der Türkei ausbleiben. Vor allem im Bereich religiöser Freiheiten seien keine Fortschritte zu erwarten, besonders Christen seien weiterhin Repressalien ausgesetzt.
Die Türkei weigert sich, die von ihr ratifizierte Zollunion mit der EU auf alle EU-Länder auszuweiten. So dürfen Schiffe der Republik Zypern türkische Häfen nicht anlaufen. Hinzu kommen ökonomische Bedenken wegen noch geringer Wirtschaftskraft und niedrigen Entwicklungsstandes, deren Wirkung auf die EU durch die große Bevölkerung (83,2 Mio., Stand: 2019) verstärkt würde. Aufgrund ihrer Größe würde die Türkei die Machtverhältnisse innerhalb der Institutionen voraussichtlich verschieben. Des Weiteren verfügt die Türkei über Außengrenzen, die von vielen Bewohnern der jetzigen EU als gefährlich und instabil angesehen werden. So grenzt die Türkei u. a. an den Iran, den Irak und Syrien.
Befürworter halten dem entgegen, dass die Türkei seit 500 Jahren die Geschichte Europas mit beeinflusst habe und sich spätestens seit der Staatsgründung durch Atatürk selbst als europäisch charakterisiere und an westeuropäischen Staaten orientiere. Gegen den Einwand, die Türkei liege geografisch gesehen überwiegend in Asien, wird ins Feld geführt, dass das EU-Mitglied Republik Zypern vollständig in Asien liegt. Die Türkei gehört als Mitglied des Europarats, dem sie 1949 beigetreten ist, politisch-kulturell zu Europa und habe dadurch nach Art. 49 EU-Vertrag das Recht, den Beitritt zur EU zu beantragen.
Dem Argument, die Türkei sei als muslimischer Staat kulturell nicht Teil des christlich geprägten Europas, wird entgegengesetzt, dass die Bevölkerungen in dem europäischen Festland zugehörigen Staaten wie Albanien oder Bosnien und Herzegowina zu großen Teilen muslimisch ist. Außerdem definiere sich die EU nicht über die Religion. Der wirtschaftliche und rechtsstaatliche Reformprozess in der Türkei wird als positiv angesehen, obwohl er noch nicht abgeschlossen ist.
Die Beitrittsoption wurde im Sommer 2017 als nicht mehr realistisch bewertet. Durch die seither erfolgten innen- und außenpolitischen Entwicklungen in der Türkei erscheint ein Beitritt aktuell als weiter entfernt denn je.

## Ukraine
Die Ukraine ist seit 1995 Mitglied des Europarats. Bei der Überwindung der Unruhen, die sich im Dezember 2004 nach den massiven Wahlfälschungen bei den Präsidentschaftswahlen erhoben (später als „Orange Revolution“ bezeichneter Machtwechsel), spielte die EU eine wichtige Vermittlerrolle. Der Westen der Ukraine tendiert schon lange zur EU und hat starke Kontakte nach Polen, während der Osten des Staates die historische Verbindung zu Russland beibehalten bzw. stärken möchte. Dieser Konflikt polarisierte die Bevölkerung und die großen Parteien auch während der Parlamentswahlen 2006 und 2007.
Bereits 2004 sagte der damalige Präsident Wiktor Juschtschenko, die Ukraine strebe eine baldige EU-Mitgliedschaft an. Auf dem EU-Ukraine-Gipfel am 9. September 2008 in Paris nannte Juschtschenko das Jahr 2015 als Wunschdatum. Die EU schloss zwar eine Mitgliedschaft nicht aus, fokussierte sich zunächst aber auf ein Assoziierungsabkommen im Rahmen der Östlichen Partnerschaft. Der Name wurde nicht zufällig gewählt. Die Süddeutsche Zeitung schrieb, er solle „an frühere Assoziierungsabkommen [erinnern], die später zu einem EU-Beitritt führten“.
Am 25. Oktober 2010 nahm das Europäische Parlament eine Entschließung an, laut der die Ukraine einen Beitrittsantrag stellen kann. Gleichzeitig kritisierte es die mangelnde Pressefreiheit in dem Land und forderte eine Untersuchung über das Verschwinden des Journalisten Wassilij Klimentjew. Im November 2013 lehnte die Regierung von Wiktor Janukowytsch die Unterzeichnung des Abkommens ab und äußerte, sie sehe sich vor die unlösbare Wahl einer Bindung an die EU oder an Russland gestellt. Die Aussetzung der Unterzeichnung löste landesweite Proteste aus, die schließlich zu Janukowytschs Sturz führten.
Der politische Teil des Assoziierungsabkommens wurde im März 2014 abgeschlossen. Der wirtschaftliche Teil des Assoziierungsabkommens wurde am 27. Juni 2014 vom Präsident Petro Poroschenko unterzeichnet. Dieser beinhaltet auch einen Vertrag über eine Freihandelszone. Seit dem 1. Januar 2016 ist die Ukraine Mitglied der Vertieften und umfassenden Freihandelszone (DCFTA).
Am 3. März 2016 berichtete Reuters über eine Äußerung EU-Kommissionspräsident Jean-Claude Junckers in Den Haag am 1. März 2016 im Zusammenhang mit dem anstehenden Referendum in den Niederlanden zum EU-Handelsabkommen mit der Ukraine: Die Ukraine, sagte Juncker, werde mit Sicherheit in den nächsten 20 bis 25 Jahren kein Mitglied der EU werden können. Gleiches gelte für einen Beitritt der Ukraine zur NATO.
Am 24. Februar 2022 begannen russische Streitkräfte auf Befehl von Staatspräsident Putin den russischen Überfall auf die Ukraine seit 2022. Die östlichen EU-Staaten Polen, Slowenien und Litauen unterstützten am ersten Tag dieses Überfalls die Forderung der Ukraine, den Status eines Beitrittskandidaten zu erhalten.
Am 28. Februar 2022 unterzeichnete der ukrainische Präsident Wolodymyr Selenskyj den Antrag für die Aufnahme seines Landes in die Europäische Union. Der Rat der Europäischen Union forderte die EU-Kommission am 7. März auf, zu dem Antrag Stellung zu nehmen. Die Ukraine erhielt am 8. und 13. April 2022 Fragebögen der EU. Die Ukraine legte die Antworten zum 12. Mai vor. Am 17. Juni 2022 empfahl die Kommission, der Ukraine den Kandidatenstatus zu geben.
Am 23. Juni 2022 erteilte der Europäische Rat auf einem Gipfeltreffen in Brüssel der Ukraine und der Republik Moldau den Status von Beitrittskandidaten. Am 8. November 2023 empfahl die EU-Kommission dem Europäischen Rat die Aufnahme von Beitrittsverhandlungen mit der Ukraine. Am 14. Dezember 2023 teilte Ratspräsident Michel mit, dass der Europäische Rat der Aufnahme von Betrittsgesprächen mit der Ukraine zugestimmt hat. Die Beitrittsverhandlungen starteten am 25. Juni 2024.

## Bewerberstaat Kosovo

Beitrittsanträge zur EU
Europäische Union
Beitrittskandidaten
Bewerberstaat (Kosovo als potenzieller Beitrittskandidat)
Ein- und wieder ausgetreten bzw. Beitritt per Volksabstimmung abgelehnt (Vereinigtes Königreich, Grönland und Norwegen)
Antrag zurückgezogen (Island und Schweiz)
Antrag von EG abgelehnt (Marokko)

Der Kosovo hat einen Mitgliedsantrag eingereicht, jedoch noch nicht den offiziellen Status als Beitrittskandidaten erhalten.
Kosovo hat am 17. Februar 2008 seine Unabhängigkeit von Serbien erklärt, was von zahlreichen Staaten, darunter Serbien und einigen EU-Staaten, nicht anerkannt wird.
Einem EU-Beitritt stünden zahlreiche Hindernisse entgegen. So wird von den EU-Ländern Rumänien, der Slowakei, Spanien, Griechenland und der Republik Zypern die Unabhängigkeit nicht anerkannt. Ohne die Anerkennung durch alle EU-Länder ist eine Aufnahme von Beitrittsverhandlungen nicht möglich. Seit dem 1. April 2016 ist das Stabilisierungs- und Assoziierungsabkommen (SAA) zwischen der EU und dem Kosovo in Kraft.
Zudem gibt es diplomatische Spannungen außerhalb der EU. So hat Serbiens Parlament beschlossen, dass alle Verträge, die Serbien abschließt, die staatliche Einheit des Landes berücksichtigen müssten. Verhandlungen der EU mit dem Kosovo könnten also weitere Vertragsabschlüsse mit Serbien unmöglich machen. Radikale Kräfte in Serbien bestehen darauf, dass Serbien nur inklusive des Kosovo Mitglied der EU werden könne. Moderate Kräfte des Landes wiederum setzen auf die Möglichkeit, der EU beizutreten und dann als EU-Mitglied den Beitritt des Kosovo zu verhindern. Die Beziehungen zwischen Kosovo und Serbien wurden auch als Verhandlungspunkt in die Beitrittsverhandlungen Serbiens mit der Europäischen Union aufgenommen.
Zu den weiteren Problemen gehören die instabile Parteienlandschaft, die sich vor allem eher auf die Vertretung der ethnischen Gruppen spezialisiert als auf Thematiken, die Korruption und Schattenwirtschaft sowie diverse wirtschaftliche und gesellschaftliche Probleme.
Im Juni 2022 kündigte der kosovarische Ministerpräsident Albin Kurti an, noch im selben Jahr die Mitgliedschaft in der Europäischen Union zu beantragen, was am 15. Dezember 2022 geschah.

## Mögliche zukünftige Beitrittskandidaten

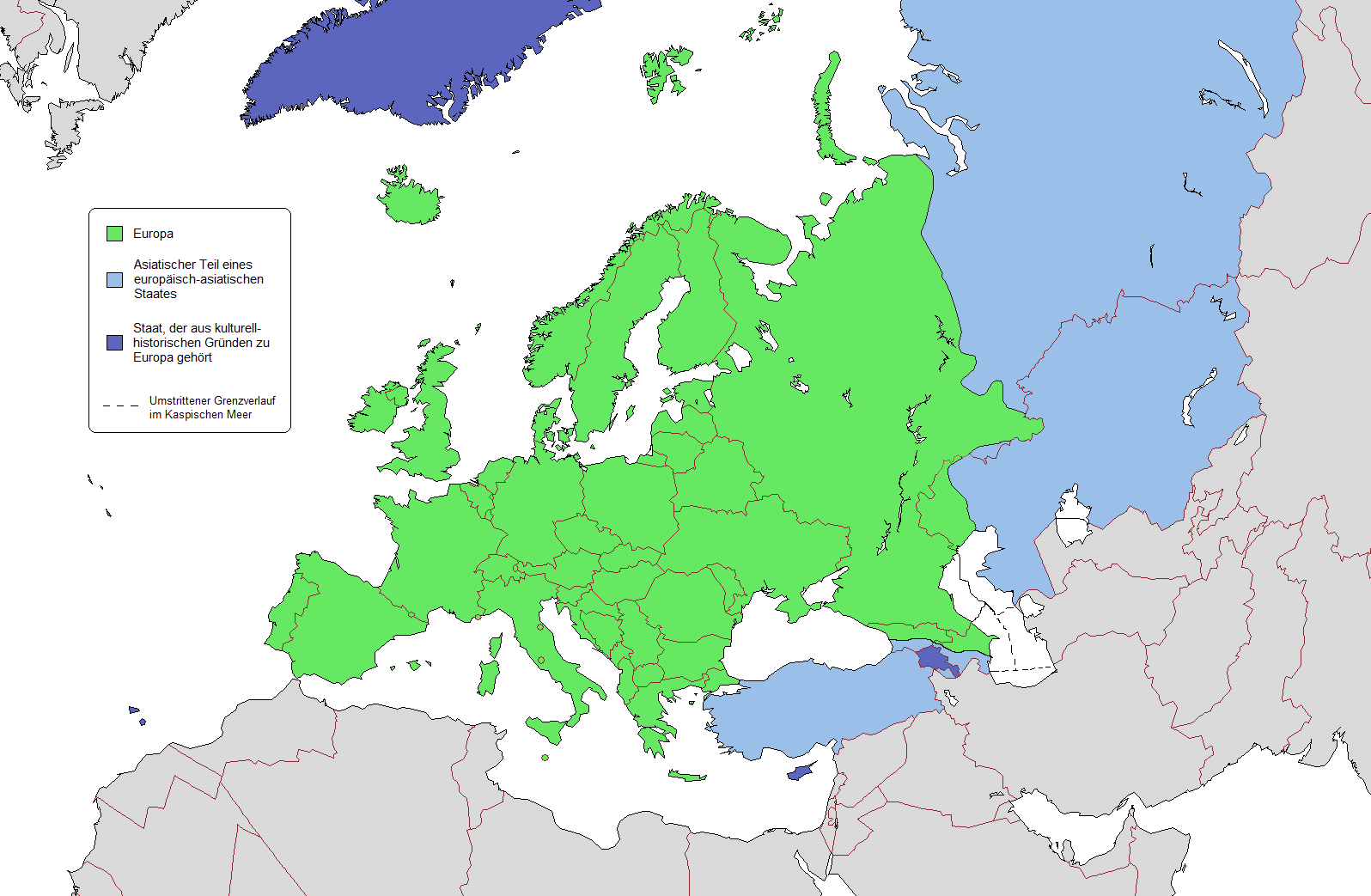
Geografische und politische Grenzen Europas

Zahlreiche Staaten liegen geographisch zumindest teilweise in Europa. Zudem sind viele Staaten über eine Mitgliedschaft im Europarat oder Abkommen mit der Europäischen Union in der europäischen Politik involviert. Nicht alle diese Staaten verfolgen ein aktives Beitrittsinteresse, sind aber aus geografischen oder politischen Gründen auf lange Sicht mögliche Beitrittskandidaten.
Weiterhin gibt es teilsouveräne Territorien unter der Hoheit von EU-Mitgliedstaaten, die bislang außerhalb der EU stehen, dieser jedoch beitreten könnten.
Zur Abgrenzung der Beitrittskandidaten gibt es ebenfalls einen Präzedenzfall: Marokko stellte 1987 seinen Beitrittsantrag. Dieser wurde aber am 14. Juli 1987 abgelehnt, insbesondere weil Marokko geografisch definitiv nicht auf dem europäischen Kontinent liegt. Jedoch soll die Union für das Mittelmeer die EU mit Anrainerstaaten verbinden, die geografisch nicht als Beitrittskandidaten in Frage kommen.

### EFTA-Staaten

EFTA-Staaten
Mitglieder
ehemalige Mitglieder

Die Europäische Freihandelsassoziation (EFTA) stellt im Gegensatz zur EU ein reines Wirtschaftsbündnis dar. Diese Staaten könnten der EU beitreten und hatten mit Ausnahme von Liechtenstein in der Vergangenheit einen Beitrittsantrag gestellt, diesen aber eingefroren oder zurückgezogen, nachdem sich die innenpolitische Lage geändert hatte bzw. ein Referendum zur Ablehnung der Mitgliedschaft führte. Mit Ausnahme der Schweiz haben diese Staaten im Rahmen des EWR eine Zusammenarbeit mit der EU. Daneben bestehen teils bilaterale Vereinbarungen, insbesondere mit der Schweiz.

#### Island
Island ist bereits teilweise in EU-Strukturen integriert. Es ist Mitglied des Europäischen Wirtschaftsraumes (EWR) und gehört zum Schengen-Raum. Zudem nimmt es an einigen EU-Programmen wie dem Erasmus-Programm teil. Da Island eine Demokratie ohne nennenswerte Defizite ist, erfüllt es auch die Kopenhagener Kriterien. Eine entscheidende Frage in Beitrittsverhandlungen würden die Fischfangrechte in isländischen Gewässern sein.
Nach den schwerwiegenden Folgen der Finanzkrise ab 2007, die in Island zu einem Regierungswechsel und in der Bevölkerung zu einer weniger EU-skeptischen Haltung geführt hatten, reichte Island am 17. Juli 2009 seinen Beitrittsantrag und im Oktober 2009 weitere Unterlagen ein. Für die Aufnahme von Beitrittsverhandlungen sprach sich im Februar 2010 die EU-Kommission und am 17. Juni 2010 der Rat der Europäischen Union aus. Am 27. Juli 2010 wurden die Beitrittsverhandlungen offiziell aufgenommen, nach deren Abschluss das Land in einem Referendum darüber abgestimmt hätte. Die damalige isländische Regierung erhoffte sich einen Beitritt für das Jahr 2012.
Nachdem am 22. Februar 2014 bekannt wurde, dass die isländische Regierung den Beitrittsantrag zurückziehen wollte, kam Widerspruch aus der Bevölkerung, so dass die Verhandlungen im Sommer 2014 zunächst fortgesetzt wurden, „um zumindest die Bedingungen einer möglichen Mitgliedschaft zu kennen“. Am 12. März 2015 zog Island jedoch seinen Antrag formell zurück. Gerade seit Beginn des Russischen Überfalls auf die Ukraine 2022 ist in Meinungsumfragen jedoch der Zuspruch für eine EU-Mitgliedschaft Islands deutlich angestiegen.
Im Dezember 2024 entschied sich die Regierung vor 2027 ein Referendum über Beitrittsverhandlungen mit der EU abzuhalten. Diese werden von einer breiten Mehrheit der Isländer unterstützt.

#### Liechtenstein
Das Fürstentum Liechtenstein ist seit 1991 Mitglied der EFTA und seit 1995 Mitglied des EWR. Durch eine Wirtschafts-, Währungs- und Zollunion ist der Staat seit 1924 mit der Schweiz eng verbunden. Seit Ende 2011 ist es Teil des Schengen-Raums. Der Staat war in der Vergangenheit als Steueroase (u. a. in Berichten der OECD) in der Kritik, hat aber seit 2005 in einzelnen Bereichen Steuerabkommen mit der EU abgeschlossen bzw. strebt diese an.
Die Regierung zog 2010 in einem Bericht eine positive Bilanz über die EWR-Mitgliedschaft und sieht sie als dynamischere Alternative zu den bilateralen Abkommen, wie sie die Schweiz mit der EU abgeschlossen hat. Die weitere Entwicklung der EFTA – insbesondere ein Austritt Islands durch einen EU-Beitritt – ist für Liechtenstein von Bedeutung. Die Regierung hält sich andere Optionen für die Beziehungen zur EU offen, benennt diese in dem Bericht aber nicht und spricht dort auch nicht von einem EU-Beitritt.

#### Norwegen
Das Königreich Norwegen ist Mitglied des EWR und Teil des Schengen-Raums, wodurch der Staat viele EU-Richtlinien unter anderem im Bereich der Wirtschaft befolgen muss. Es ist an verschiedenen EU-Programmen und Institutionen beteiligt. So zahlt der Staat jährlich 226 Mio. Euro (Stand: 2005) an die EU, die vorwiegend in die wirtschaftlich schwächeren Regionen der Union fließen. Umgekehrt profitiert Norwegen jedoch nicht von EU-Förderprogrammen, sodass nach Berechnungen ein effektiver jährlicher Verlust für Norwegen von 180 Mio. Euro entsteht.
Bislang hat sich Norwegen viermal um den Beitritt in die EU bzw. deren Vorgängerorganisationen bemüht. 1962 und 1967 scheiterte dies am Veto Frankreichs. 1972 hatte die Mehrheit der Norweger den Beitritt in einer Volksabstimmung abgelehnt. Ein erneutes Referendum 1994 ergab ebenfalls eine mehrheitliche Ablehnung.
Die Gründe für die Ablehnung sind vielfältig. Als relativ junge unabhängige Nation sieht man die Abgabe von Souveränität skeptisch. Auch geht es Norwegen wirtschaftlich außerordentlich gut. Der Lebensstandard ist einer der höchsten der Welt, so dass ein Beitritt keine Vorteile verspricht. Eine wichtige Frage sind die Fischereirechte, die vor allem der Küstenbevölkerung wichtig sind und bei einem EU-Beitritt eine Einschränkung erfahren könnten.
Einer Studie nach steht die Mehrheit der Norweger der Idee einer staatlichen Einigung der Europäischen Staaten äußerst skeptisch gegenüber. Dies gilt sogar für die Mehrheit der EU-Befürworter. Diese unterstützen einen EU-Beitritt primär aus pragmatischen Gründen (wie der Möglichkeit nach einem EU-Beitritt innerhalb der europäischen Gremien mitzuentscheiden). Gründe für die skeptische Haltung der überwiegenden Mehrzahl der Norweger gegenüber einer staatlichen Einheit „EU“ sind vor allem die sehr positiven Erfahrungen und Eigenschaften, die dem norwegischen Nationalstaat zugeschrieben werden. Diese positiven Eigenschaften des norwegischen Nationalstaates, so das kollektive Selbstverständnis in Norwegen, sind: Demokratie, Friedfertigkeit, gute wohlfahrtstaatliche Ordnung und eine funktionierende und bürgernahe Verwaltung. (National-)Staat und Volk werden daher als eine gute und demokratische Gemeinschaft angesehen. Angereichert wird dieses positive Selbstbild durch nationalromantische Verklärungen Norwegens als Idylle von Bauern und Fischern. Wobei anzumerken ist, dass die sozialen Trägergruppen der ländlichen norwegischen Peripherie (Stichwort Fischereirechte und Landwirtschaftssubventionen; und allgemein die hohen Subventionen für die norwegische Peripherie) sich auch handfeste Vorteile von dem Nicht-Beitritt versprechen. Dennoch sind die Norweger einer äußerst losen und zwischenstaatlichen Zusammenarbeit in Europa gegenüber generell positiv eingestellt, auch wenn die Beitrittsfrage Politik und Gesellschaft spaltet. So gab es Phasen, in denen laut Umfragen eine deutliche Mehrheit für den EU-Beitritt war. Die norwegische Parteienlandschaft ist in der Frage gespalten. In den letzten drei Regierungen gab es daher eine Klausel im Koalitionsvertrag, die einen Bruch der Koalition festlegte, wenn einer der Partner die Frage neu aufwirft. Daher ist die Frage bis auf weiteres nicht auf der politischen Tagesordnung.
Die Schritte Islands Richtung Europäische Union hatten auch in Norwegen Reaktionen hervorgerufen. Während EU-Gegner keinen Einfluss auf Norwegen konstatieren, gab es aus der EU-freundlichen Partei Høyre sogar Forderungen nach einer neuen EU-Debatte. Ein Beitritt Islands hätte zumindest psychologische Wirkung haben können. Norwegen wäre dann das einzige unabhängige Land Nordeuropas gewesen, das nicht Mitglied der EU ist. Wenn in den Beitrittsverhandlungen ein für die Isländer akzeptabler Kompromiss bei den Fischereirechten erzielt worden wäre, hätte dies auch für Norwegen eine akzeptable Lösung in Aussicht stellen können. Die norwegischen Fischer hofften sogar darauf, dass die EU die isländische Fischereipolitik einschränken wird. Ein weiterer Punkt wäre gewesen, dass mit dem EU-Beitritt Islands auch ein Austritt aus der EFTA eingegangen wäre, womit diese Organisation auf drei Mitglieder zusammengeschrumpft wäre. Zudem wäre Norwegen dann neben Liechtenstein das einzige Nicht-EU-Mitglied im Europäischen Wirtschaftsraum gewesen.
Vor der Wahl des Storting am 13. September 2009 spielte ein EU-Beitritt keine große Rolle, obwohl die Zeitung Aftenposten in den letzten Tagen vor der Wahl ein geheimes Schreiben der norwegischen EU-Botschafterin Oda Helen Sletnes veröffentlichte. Dieses stellte fest, dass Norwegen mit den aus dem Jahr 1994 stammenden EWR-Verträgen in den zahlreichen seither neu eingerichteten EU-Behörden keinen Einfluss habe und Norwegen durch die umfassenden Veränderungen in der EU dabei ist, seine Sonderstellung einzubüßen. Auch wurde darin darauf hingewiesen, dass die EU in Krisenzeiten ihre Beschlussprozesse erheblich beschleunigt, aber Norwegen nicht mithalten könne.
Während die norwegischen Behörden bislang die engen Bindungen zu den nordischen Nachbarn und EU-Mitgliedern Schweden, Finnland und Dänemark als Vorteil sehen, weil man hiermit indirekt auch Einfluss auf die EU nehmen könne, konstatierte die Botschafterin, dass es gerade diese drei Nachbarn sind, die höhere finanzielle Beiträge für Norwegen im EWR fordern. Die Reaktionen auf das Schreiben waren verhalten, aber sowohl EU-Gegner als auch EU-Befürworter rechneten mit einem neuerlichen Aufkommen der EU-Debatte, insbesondere im Falle eines EU-Beitritts Islands.

#### Schweiz
Die Schweizerische Eidgenossenschaft beantragte 1992 die Mitgliedschaft bei der Europäischen Gemeinschaft und begann Beitrittsgespräche. Die Beitrittsverhandlungen wurden allerdings nach der Volksabstimmung vom 6. Dezember 1992 wieder eingefroren (Ablehnung des Bundesbeschlusses über den Europäischen Wirtschaftsraum (EWR) mit 50,3 % Nein-Stimmen bei einer Stimmbeteiligung von 78,73 %). Der EWR besteht aus Island, Liechtenstein und Norwegen. Auch eine spätere Volksabstimmung über die Eidgenössische Volksinitiative „Ja zu Europa“ am 4. März 2001 ergab eine Mehrheit gegen die Mitgliedschaft (76,8 % Nein-Stimmen bei 55,79 % Stimmbeteiligung). Seither gab es keine derartigen Bemühungen mehr um eine Mitgliedschaft.
Allgemein wird die Angst vor einem Verlust an Demokratie, Neutralität und Unabhängigkeit als Hauptgrund für die Ablehnung genannt. Weiterhin hat die Schweiz eine niedrige Arbeitslosenquote und eine sehr hohe Lebensqualität. Die Strategie der Schweizer Regierung ist es, enge bilaterale Vertragsbeziehungen zur EU aufzubauen.
Eine Reihe solcher Abkommen wurde erfolgreich abgeschlossen. Beispielsweise ist die Schweiz seit 2008 Teil des Schengen-Raums. Jedoch gibt es auch Bestrebungen, dies wieder einzuschränken. Infolge der am 9. Februar 2014 angenommenen Volksinitiative „Gegen Masseneinwanderung“ will die Schweiz die Personenfreizügigkeit zur EU wieder einschränken. Wenn eine Nachverhandlung mit der EU scheitert, kann dies zur Kündigung einer Reihe von getroffenen Vereinbarungen führen.
Anfang März 2016 hat die Mehrheit des Nationalrates beschlossen, das Beitrittsgesuch zurückzuziehen. Einzig die Ratslinke war dagegen.

### Zwergstaaten

Die fünf europäischen Zwergstaaten

Neben dem EFTA-Mitglied Liechtenstein gibt es eine Reihe weiterer europäischer Zwergstaaten, die allesamt nicht Mitglied der EU sind. Zwar können auch kleine Staaten der EU beitreten – wie Malta es schon getan hat –, aber für die meisten dieser Staaten ist eine Mitgliedschaft aus verschiedenen Gründen unwahrscheinlich. So verfügen einige von ihnen über Steuervergünstigungen, die Offshore-Finanzplatz-Firmen anziehen und für vermögende Ausländer als steuersparender Wohnsitz interessant sind. Dies wäre mit einer Mitgliedschaft in der EU schwer vereinbar. Auch haben alle diese Staaten eine zahlenmäßig deutlich kleinere Bevölkerung als das bislang kleinste EU-Mitglied Malta.

#### Andorra
Andorra hat eine größere Fläche als Malta, aber eine deutlich kleinere Bevölkerung. Der Staat hat traditionell enge Bindungen an seine beiden Nachbarn Spanien und Frankreich. So ist das französische Staatsoberhaupt auch automatisch ein Kofürst Andorras. Da der Staat vor der Euroeinführung keine eigene Währung besaß und man dort mit dem Geld der beiden Nachbarstaaten bezahlte, wird seit seiner Einführung der Euro verwendet.
Andorra übernahm den Euro zunächst unilateral, hat aber nach Verhandlungen mit der Europäischen Union ein Abkommen abgeschlossen, das Andorra seit dem 1. Juli 2013 das Recht gibt, eigene Euro-Münzen zu prägen. Im Zuge des Abkommens wurde der Euro auch offizielles andorranisches Zahlungsmittel. Die Ausgabe eigener Münzen erfolgt aber erst seit dem 29. Dezember 2014.
Steuerlich gibt es einige Vergünstigungen. Die niedrige Umsatzsteuer sorgt dafür, dass Luxusartikel in Andorra vergleichsweise billig sind und daher in großem Umfang abgesetzt werden. Auch gab es bis Ende 2014 keine Einkommensteuer. Als Wohnsitz reicher Ausländer ist das Fürstentum bisher allerdings kaum bekannt. Diese Umstände machen Andorra zu keinem aktuellen Beitrittsinteressenten. Trotzdem mehren sich Stimmen in Andorra für einen langfristigen EU-Beitritt.

#### Monaco
Das Fürstentum Monaco ist Teil des EU-Zollgebiets und hat sehr enge Bindungen zu Frankreich. Mit Frankreich besteht eine Währungsunion, somit hat es auch den Euro eingeführt und prägt eigene Euromünzen.
Es gibt keine Einkommensteuer, jedoch wird Umsatzsteuer erhoben mit Steuersätzen, die genau so hoch sind wie in Frankreich.

#### San Marino
San Marino befindet sich in einer Zollunion mit der EU und hat den Euro eingeführt. Außerdem prägt es eigene Euromünzen. Von der OECD wird der Staat zwar als Steueroase geführt, ist jedoch mit den anderen Kleinstaaten in dieser Hinsicht nicht vergleichbar. Die Republik erhält Zahlungen von Italien, damit die Steuern nicht zu niedrig gesetzt werden und zur Steuerflucht in den kleinen Staat anregen. Daher ist auch der Anteil der San-Marinesen im Staat nach wie vor sehr hoch (über 80 %) und die ortsansässigen Banken arbeiten vorwiegend in der Binnenwirtschaft.
Die Regierung von San Marino zeigte im Oktober 2007 Interesse an einem Beitritt, um die Exportbedingungen für san-marinesische Unternehmen zu verbessern. Am 13. Juni 2012 wurde ein Staatsvertrag mit Italien geschlossen, der neue Möglichkeiten für bilaterale Kooperationen schafft. Ein Beitritt zur EU oder zum EWR stand aber nicht zur Debatte.

#### Vatikanstadt
Die Vatikanstadt stellt in mehrfacher Hinsicht einen Sonderfall dar. Das Staatsgebiet ist das kleinste der Welt. Die Verleihung der Staatsbürgerschaft erfolgt nur zusätzlich zu einer bestehenden Staatsbürgerschaft und ist auf bestimmte Personengruppen beschränkt. Der Staat ist zudem eine absolute Monarchie und eine Theokratie, was eine Mitgliedschaft in der EU generell ausschließt. Der Staat verzichtet jedoch ohnedies – abgesehen von Organisationen technischen Charakters wie Interpol und Weltpostverein – fast durchweg auf die Mitgliedschaft in internationalen Organisationen und überlässt seine internationale Vertretung dem Heiligen Stuhl, ein mit ihm nicht identisches, ebenfalls vom Papst repräsentiertes originäres nichtstaatliches Völkerrechtssubjekt. Mit der EU – bzw. ihren Vorgängerorganisationen – unterhält der Heilige Stuhl seit 1970 diplomatische Beziehungen.
Ein Teil der hoheitlichen Aufgaben wird von Italien oder in enger Kooperation mit Italien wahrgenommen. Die Vatikanstadt hat auch den Euro eingeführt und prägt eigene Euromünzen, die dem Italien zugerechneten Kontingent entnommen werden. Weiterhin besteht eine Zollunion mit Italien. Es gehört nicht zum Schengen-Raum, jedoch sind die Grenzen zu Italien offen.

### Vereinigtes Königreich
Das Vereinigte Königreich Großbritannien und Nordirland war vom 1. Januar 1973 bis 31. Januar 2020 Mitglied der Europäischen Union bzw. deren Vorläuferorganisationen. Das Verhältnis des Staats zum Rest der EU gestaltete sich über weite Teile dieses Zeitraums schwierig, da er weniger Interesse daran hatte, souveräne Rechte an die EU abzugeben und sich auch bei vereinbarten Verpflichtungen einige Ausnahmen vorbehielt. So erhielt das Vereinigte Königreich ab 1984 den sogenannten Britenrabatt, eine Reduktion der Beitragszahlungen. Beim Vertrag von Maastricht im Jahr 1992 erhielt es wie Dänemark eine Ausstiegsklausel von der Währungsunion, die auch wahrgenommen wurde. Auch blieben die Briten außerhalb des Schengen-Raums und bildeten gemeinsam mit der Republik Irland die Common Travel Area. Am 23. Juni 2016 sprach sich eine knappe Mehrheit von 52 % der Abstimmenden für den Austritt aus der Europäischen Union, oft mit dem Schlagwort Brexit bezeichnet, aus. Die formelle Mitteilung des Austritts gemäß dem Vertrag über die Europäische Union erfolgte am 29. März 2017. Der hierdurch in die Wege geleitete Austritt zum 29. März 2019 wurde mehrfach verschoben und fand letzten Endes zum 31. Januar 2020 statt. Bis Ende 2020 befand sich das Vereinigte Königreich in einer Übergangsphase in vollständiger Übereinstimmung mit den Regelungen der Europäischen Union. Am 24. Dezember 2020 wurde schließlich das Handels- und Kooperationsabkommen zwischen der Europäischen Union und dem Vereinigten Königreich vereinbart, welches zunächst vorläufig angewendet wurde und seit 28. April 2021 ratifiziert ist. Nach diesem besteht zwischen den beiden Partnern zollfreier Handel und eine Kooperation in einer Reihe von Bereichen. Die Freizügigkeit wurde jedoch beendet. Das Vereinigte Königreich nimmt noch an einigen EU-Programmen teil, hat aber die Beteiligung am Erasmus-Programm beendet. Für Nordirland gelten einige Sonderregelungen.
Ein Wiedereintritt in die EU ist prinzipiell möglich, aber in naher Zukunft unwahrscheinlich. Es gibt immer noch Punkte in den Austrittsvereinbarungen, insbesondere die Regelungen zu Nordirland, mit denen die britische Seite unzufrieden ist, was aber mit dem 2023 unterzeichneten Windsor-Abkommen weitgehend beigelegt werden soll. Ein Vertrag zum Status von Gibraltar konnte noch nicht geschlossen werden. Daher hat die britische Politik das Thema Austritt nicht ganz abgeschlossen, wodurch ein Wiedereintritt noch ferner ist als ohnehin. Die Bevölkerung ist nach den kontroversen Debatten der Austrittsverhandlungen tief gespalten zwischen Gegnern und Befürwortern des EU-Austritts, so dass keine zukünftige Regierung das Vorhaben eines Wiedereintritts leichtfertig auf ihre Agenda setzen wird. Jedoch gibt es Anzeichen, dass die Bilanz des Brexit mittlerweile mehrheitlich negativ gesehen wird und auch eine erhebliche Minderheit der Befürworter den Austritt mittlerweile als Fehler sehen. Im Sommer 2023 zeigten Umfragen, dass es mittlerweile eine Mehrheit für den Wiedereintritt gibt.
Die politische Landschaft in Großbritannien will sich mit der Frage einer Annäherung an der EU derzeit nicht befassen. Die Konservative Partei, die mit wechselnden Premierministern seit 2010 die Regierungen des Landes geführt hat, hat infolge der Streitigkeiten nach dem Referendum nach und nach seinen EU-freundlichen Flügel weitestgehend verloren und vertritt nunmehr eine deutliche Anti-EU-Position. Eine Änderung dieser Linie ist vor den nächsten Wahlen, die regulär nicht vor Ende 2024 stattfinden werden, nicht zu erwarten. Auch die sozialdemokratische Labour Party, die deutlich europafreundlicher ist und in Wahlumfragen gute Aussichten hat, die nächste Regierung zu stellen, beabsichtigt nicht, im Falle eines Wahlsieges eine deutliche Annäherung an die EU, z. B. in Form einer Teilnahme am Europäischen Binnenmarkt, anzustreben. Die Liberaldemokraten sind ausdrücklich pro-europäisch, haben aber nur wenige Parlamentssitze. Die Schottische Nationalpartei möchte eine Rückkehr Schottlands in die EU erreichen, indem Schottland unabhängig wird. Dies ist jedoch nach der gescheiterten Volksabstimmung 2014 nicht absehbar.
Einer Neuaufnahme stünden möglicherweise die Interessen der Republik Irland in Bezug auf das zum Vereinigten Königreich gehörende Nordirland, Spaniens wegen Gibraltar, Zypern wegen der Militärbasen Akrotiri und Dekelia und Griechenlands wegen eines Streits um Kunstwerke entgegen. Diese EU-Mitgliedstaaten, die 1973 beim Beitritt des Vereinigten Königreichs noch nicht Mitglied der EG/EWG waren, könnten einem erneuten Beitritt eher ablehnend entgegenstehen. Die EU würde das Ansinnen eines Wiedereintritts des Vereinigten Königreiche angesichts der Schwierigkeiten im Vorfeld des Austritts vermutlich skeptisch sehen. Es ist weiterhin davon auszugehen, dass ein neuerlicher Beitrittsantrag genauso behandelt wird wie der von anderen Anwärtern, so dass bestimmte Vorzüge wie der Britenrabatt und Ausnahmen wie den Verzicht auf den Euro, welche sich aus dem Status als Altmitglied ergaben, nicht mehr gewährt werden würden. Dies könnte den Beitritt weiter erschweren.
Es ist möglich, dass einzelne Landesteile des Vereinigten Königreichs wieder in die EU zurückkehren. Da nur England und Wales mehrheitlich für den Austritt aus der EU gestimmt haben, Schottland und Nordirland aber mehrheitlich dagegen, stärkte dies in letzteren die Kräfte, die dies befürworten. In Schottland gibt es eine starke Unabhängigkeitsbewegung, deren politische Vertreter, die Scottish National Party, ein neues Unabhängigkeitsreferendum anstreben und dann als unabhängiger Staat wieder Teil der EU werden wollen. In Nordirland erscheint es zunehmend möglich, in den kommenden Jahrzehnten nach einer Volksabstimmung die Vereinigung mit der irischen Republik zu erreichen und über diesen Weg zurück in die EU zu kommen. In Wales sind die Nationalisten ebenso EU-freundlich, aber dort ist die Unterstützung für die Unabhängigkeit weit geringer.

#### Gibraltar
Gibraltar nimmt unter den britischen Überseegebieten eine Sonderstellung ein, da es nicht nur als einziges dieser Gebiete ebenso zur EU gehörte, sondern auch weil 96 % beim Referendum für den Verbleib in der EU stimmten. Jedoch ist in der Politik Gibraltars die Zugehörigkeit zum Vereinigten Königreich wichtiger als andere Erwägungen. Ein Versuch Spaniens, die Frage über eine Rückgabe Gibraltars an Spanien in die Verhandlungen über den Austritt einzubringen, scheiterte. Das Verhältnis Gibraltars zur EU ist Gegenstand weiterer Verhandlungen. Eine Rückkehr in die EU durch Rückgabe an Spanien oder einen anderweitigen Sonderstatus ist daher unwahrscheinlich.
Da eine schwierige Situation an der Grenze mit langen Wartezeiten drohte, vereinbarten das Vereinigte Königreich und Spanien am 31. Dezember 2020, dass Gibraltar dem Schengen-Raum angehören soll, wodurch Passkontrollen zwischen Spanien und Gibraltar entfallen, aber Kontrollen bei Ankünften aus dem Vereinigten Königreich stattfinden sollen. Letzteres war jedoch auch zuvor schon der Fall. Die Vereinbarung legt auch fest, dass Gibraltar in einigen Bereichen EU-Regeln folgen muss. Die Vereinbarungen sollten ursprünglich sechs Monate lang gelten und dann durch ein Abkommen ersetzt werden. Die Verhandlungen begannen jedoch erst im Oktober 2021. Bis Ende 2022 konnte keine Einigung erreicht werden, so dass eine wenig durchlässige Grenze zwischen Gibraltar und Spanien wieder möglich erscheint. Spanien ist ungeachtet der Vereinbarung, die es mit dem Vereinigten Königreich geschlossen hat, nicht zuständig, über das Verhältnis Gibraltars zum Schengen-Raum zu bestimmen. Das kann ausschließlich in einem Abkommen zwischen der EU und dem Vereinigten Königreich vereinbart werden. Ein solches Abkommen ist bisher nicht geschlossen worden. Der Standpunkt der Europäischen Union ist, dass Gibraltar kein Teil des Schengen-Raums wird.

#### Akrotiri und Dekelia
Das Gebiet Akrotiri und Dekelia besteht aus Militärbasen, die nach der Unabhängigkeit der Republik Zypern unter britischer Souveränität verblieben, aber mit strikten Beschränkungen nach den Zürcher und Londoner Abkommen. Sie grenzen daher direkt an die EU, aber waren auch während der Mitgliedschaft des Vereinigten Königreichs nie eines der „Überseeischen Länder und Hoheitsgebiete“, welche mit der EU assoziiert sind. Die Militärbasen dürfen nur rein militärisch genutzt werden und haben keinen Autonomiestatus. Bestimmte politische Kräfte der Republik Zypern – zu denen auch der frühere Präsident Dimitris Christofias gehörte – haben sich zum Ziel gesetzt, eine Übergabe der Gebiete an die Republik Zypern zu erreichen, womit sie zu einem Teil der EU würden. In Akrotiri und Dekelia wird der Euro als Währung verwendet, da seit jeher die jeweilige Währung der Republik Zypern genutzt wird.
Auch seit dem Ende der Übergangszeit Ende 2020 gibt es an der bestehenden Zoll- und Wirtschaftsunion mit der Republik Zypern keine Änderung, so dass zu den britischen Gebieten keinerlei Grenzkontrollen bestehen.

#### Weitere britische Überseegebiete
Die übrigen britischen Überseegebiete gehörten nie zur EU, aber hatten den Status eines ÜLG:
- Anguilla
- Bermuda (mit Sonderregelungen)
- Britisches Antarktis-Territorium (Gebietsanspruch gemäß Antarktisvertrag international nicht anerkannt)
- Britische Jungferninseln
- Britisches Territorium im Indischen Ozean
- Cayman Islands
- Falklandinseln
- Montserrat
- Pitcairninseln
- St. Helena, Ascension und Tristan da Cunha
- Südgeorgien und die Südlichen Sandwichinseln
- Turks- und Caicosinseln

Die Bürger dieser Gebiete hatten die Unionsbürgerschaft, aber Europarecht fand nur in geringem Umfang Anwendung. Keines dieser Gebiete verwendete den Euro als Währung, viele von ihnen auch nicht die britische Währung Pfund Sterling oder eine daran gekoppelte Währung. In keinem der Gebiete gab es Bestrebungen, den Status in Richtung EU-Mitgliedschaft zu verändern. Mit dem Austritt des Vereinigten Königreichs ist die Option eines EU-Beitritts hinfällig geworden, wäre aber bei einem Wiedereintritt in ähnlicher Konstellation abermals denkbar.

#### Kronbesitzungen der britischen Krone
Aus der historischen Entwicklung heraus haben die Isle of Man sowie die Kanalinseln den besonderen Status des Kronbesitzes der britischen Krone. Charles III. ist zwar Staatsoberhaupt, aber die Inseln sind kein Teil des Vereinigten Königreichs. Sie waren auch vor dem 31. Januar 2020 kein Teil der EU und auch nicht mit ihr assoziiert. Ein EU-Beitritt ist seit dem EU-Austritt des Vereinigten Königreiches in beiden Gebieten nicht absehbar, auch weil dies deren Status als Steueroasen gefährden und damit den wichtigen Offshore-Wirtschaftszweig beeinträchtigen würde.
- Isle of Man: Die Insel war Teil der Zollunion und wandte auch einen Teil der Steuergesetze an, insbesondere der Mehrwertsteuersatz ist mit dem des Vereinigten Königreiches identisch. Abhängig davon, wie die Vereinbarungen zwischen der EU und dem Vereinigten Königreich nach der Übergangsphase gestaltet sein werden, wird eine bestimmte Teilhabe am europäischen Binnenmarkt möglicherweise bestehen bleiben.
- Kanalinseln (Vogteien Guernsey und Jersey): Mit dem Vereinigten Königreich gibt es das historisch verankerte Recht zum freien Handel, wodurch auch hierdurch eine weitere Teilhabe am Binnenmarkt möglich wäre, sofern die EU und das Vereinigte Königreich sich entsprechend einigen.

### Östliche Partnerschaft

Östliche Partnerschaft
Europäische Union
Östliche Partnerländer

Die im Mai 2009 gegründete Östliche Partnerschaft ist ein außenpolitisches Projekt, dessen Ziel die Heranführung der sechs östlichen Staaten Armenien, Aserbaidschan, Belarus, Georgien, Moldau und Ukraine an die Europäische Union ist. Mit diesen Ländern, die langfristig Mitglieder der EU werden könnten, da sie politisch zu Europa gehören, sollen Assoziierungsabkommen geschlossen werden. Die Östliche Partnerschaft ist allerdings kein genuines Erweiterungsinstrument, sondern im Bereich der europäischen Außenpolitik angesiedelt.
Infolge des russischen Überfalls auf die Ukraine im Jahr 2022 reichten Georgien, Moldau und die Ukraine Anträge auf Beitritt zur Europäischen Union ein. Sie werden daher im Abschnitt zu den Bewerberländern aufgeführt.

#### Armenien
Armenien ist Mitglied des Europarats und auf diese Weise in die europäischen Strukturen eingebunden. Mit der EU ist der Staat über die Europäische Nachbarschaftspolitik mit Aktionsplänen verbunden, im November 2006 wurde ein Partnerschafts- und Kooperationsabkommen (PKA) abgeschlossen. Namhafte Politiker, darunter der ehemalige Parlamentspräsident Arthur Baghdassarjan (zur Opposition gehörend), sprachen sich 2006 für einen Beitritt Armeniens zur EU aus. Der ehemalige Präsident Robert Kotscharjan (parteilos) und die einstige konservative Regierung unter dem Premierminister Andranik Markarjan waren anscheinend mehr an der technischen (wirtschaftlich, rechtlich, handelsrechtlich) als an der politischen Zusammenarbeit interessiert. Ein EU-Beitritt ist daher gegenwärtig nicht sehr wahrscheinlich, zumal die armenische Regierung am 10. Oktober 2014 ein Beitrittsabkommen zur Eurasischen Wirtschaftsunion unterzeichnete. Trotzdem nähert sich das Land weiter der Europäischen Union an. Seit dem 1. März 2021 ist das „Abkommen über eine umfassende und verstärkte Partnerschaft“ zwischen der EU und Armenien in Kraft. Im März 2025 stimmt das armenische Parlament für ein Gesetz, mit welchem die Grundlage für einen EU-Beitrittsantrag gelegt werden soll.

#### Aserbaidschan
Aserbaidschan erhält im Rahmen der Europäischen Nachbarschaftspolitik (ENP) vor allem finanzielle und wirtschaftliche Unterstützung durch die Europäische Union. Wirtschaftlich betrachtet ist Aserbaidschan ein wichtiger Partner der EU, denn die EU-Mitgliedstaaten sind größter Abnehmer aserbaidschanischen Erdöls.
Aserbaidschan ist seit 2001 Mitglied des Europarats und auf diese Weise in die europäischen Strukturen eingebunden. Mit der EU aber ist der Staat über die Europäische Nachbarschaftspolitik mit Aktionsplänen verbunden. Der parlamentarische Kooperationsausschuss zwischen der EU und Aserbaidschan – dem beiderseitig hochrangige Politiker angehören – hält einen Beitritt Aserbaidschans zur EU für möglich.

#### Belarus
Belarus gilt als letzte Diktatur Europas. Der Staat sucht unter Aljaksandr Lukaschenka eher eine engere Partnerschaft oder sogar eine Union mit Russland als die Nähe zur EU. Der belarussische Beitrittsantrag für den Europarat wurde wegen mangelnder demokratischer Standards abgelehnt. Damit ist es der einzige europäische Staat, der gegen seinen Willen nicht Mitglied im Europarat ist. Am 29. Mai 2014 gründete es zusammen mit Russland und Kasachstan die Eurasische Wirtschaftsunion, welche am 1. Januar 2015 ihre Arbeit aufnahm.

### Weitere Staaten
Über die östliche Partnerschaft hinaus gibt es Staaten, die geografisch teilweise in Osteuropa liegen.

#### Kasachstan
Ein Teil von Kasachstan liegt westlich des Ural und damit nach der strahlenbergschen innereurasischen Grenzziehung in Europa. Das Land wird vom Europarat als europäische Nation angesehen, wie er in einer offiziellen Erklärung von 1999 verlautbarte, und könnte damit auch Mitglied im Europarat werden. Allerdings werden Defizite in der Einhaltung der Menschenrechte und in der demokratischen Struktur häufig bemängelt, z. B. von Human Rights Watch, was ein Hindernis für den Eintritt in den Europarat und die Europäische Union darstellen kann.
An einem Beitritt zur Europäischen Union wurde bislang kein Interesse geäußert. Das kasachische Außenministerium hat jedoch Interesse an der Europäischen Nachbarschaftspolitik bekundet. Einige Mitglieder des Europäischen Parlaments haben auch die Einbeziehung Kasachstans in die Nachbarschaftspolitik diskutiert. Kasachstans ehemaliger Präsident Nursultan Nasarbajew schlug 1994 eine Eurasische Union als Alternative zur EU-Mitgliedschaft vor. Diese wurde am 29. Mai 2014 als Eurasische Wirtschaftsunion gegründet und nahm am 1. Januar 2015 ihre Arbeit auf.

#### Russland
Es wird allgemein angenommen, dass Russland auch langfristig der EU nicht beitreten wird. Russland wäre bevölkerungsmäßig der mit Abstand größte Staat, flächenmäßig 3,8-mal so groß wie die EU-27. Die in den Kopenhagener Kriterien festgelegte „Aufnahmefähigkeit“ von Seiten der Union wäre damit deutlich in Frage gestellt. Einzelne Stimmen in Deutschland sprechen sich aber für eine Annäherung zwischen der EU und Russland aus. Beispielsweise sprach sich Till Backhaus – Umweltminister von Mecklenburg-Vorpommern – für EU-Beitrittsverhandlungen mit Russland aus: „Wenn ich was zu sagen hätte, würde ich mir sehr gut überlegen, ob man Russland nicht endlich ein Angebot macht, Mitglied der Europäischen Union zu werden, um eine ganz große Kraft für Frieden und Freiheit zu gewinnen.“ Sergej Netschajew – russischer Botschafter in Deutschland – äußerte daraufhin Bedenken hinsichtlich der Landesgröße: „Ich bin nicht sicher, ob wir zur Europäischen Union passen. Wir sind ein bisschen zu groß für die EU.“
Davon abgesehen scheint auch Russland selbst nicht ernsthaft an einer EU-Mitgliedschaft interessiert zu sein, denn diese widerspräche seinem Selbstverständnis als Weltmacht. Russland sieht sich als eine Großmacht neben der EU – sowie den Vereinigten Staaten, der Volksrepublik China usw. –, hat also kein Interesse, sich Entscheidungen aus Brüssel unterzuordnen. Entsprechend nimmt Russland auch nicht an der Europäischen Nachbarschaftspolitik (ENP) teil, da es befürchtet, in dieser nur Juniorpartner zu sein. Russland bestand auf einer gesonderten Form der Kooperation mit der EU, die die „gleiche Augenhöhe“ beider Partner unterstreicht, den sogenannten „vier gemeinsamen Räumen“ (Common Spaces). Ein weiterer Ausbau der Kooperation ist nicht geplant. Vielmehr strebt Russland eine eigene, eurasische Integration an. Zu diesem Zweck gründete es – zusammen mit Belarus und Kasachstan – am 29. Mai 2014 mit Wirkung zum 1. Januar 2015 die Eurasische Wirtschaftsunion. Auch Armenien unterzeichnete am 10. Oktober 2014 ein entsprechendes Beitrittsabkommen.

### Abhängige Gebiete von Mitgliedstaaten

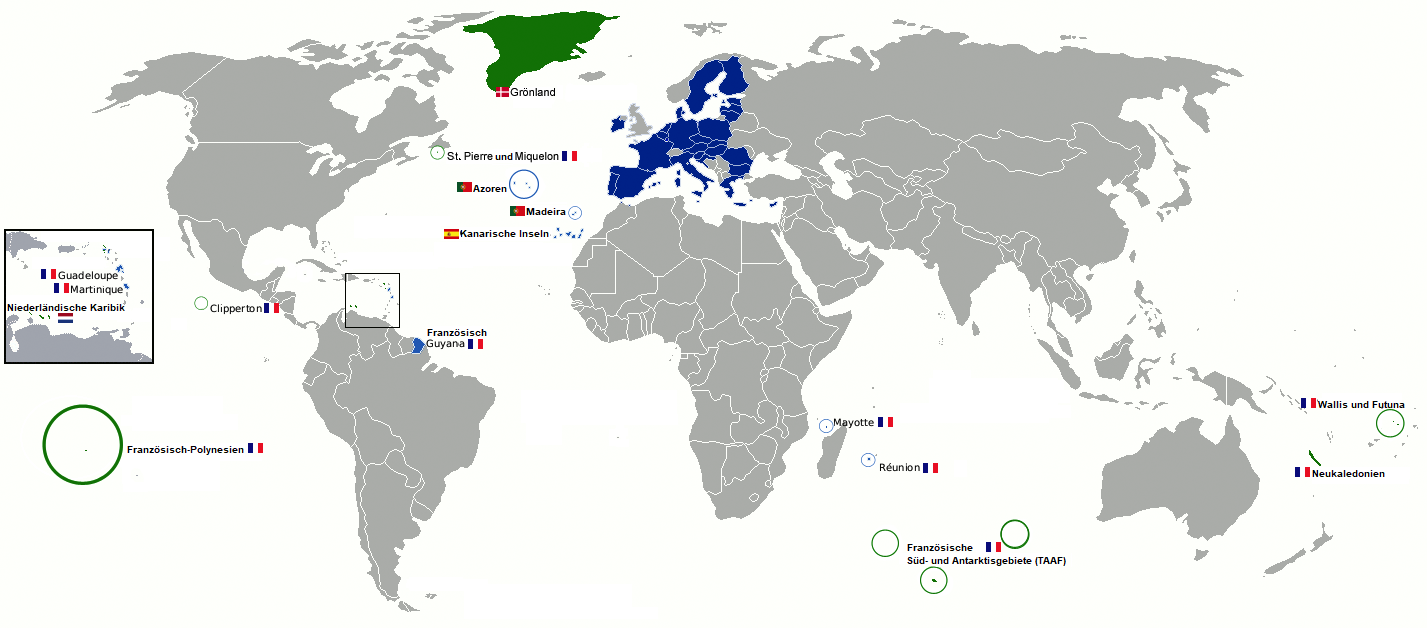
Die EU und abhängige Gebiete

Eine Reihe von Gebieten stehen unter der Verwaltung eines EU-Mitgliedstaates, aber sind nicht Teil der EU. Die EU kennt hierzu auch den speziellen Status der „Überseeischen Länder und Hoheitsgebiete“ („ÜLG“ oder „OCT“), die eine Form der Assoziierung darstellen. In diesen Gebieten finden EU-Regelungen teilweise Anwendung, auch wenn sie rechtlich kein Teil der EU sind. Einige weitere Gebiete sind auch nicht mit der EU assoziiert.
Sie genießen zumeist Autonomie, so dass die Entscheidung über ein Beitrittsgesuch oft bei der Regierung der Gebiete selbst liegt, nicht bei der Regierung des jeweiligen Mutterstaates. Sie sind auf eigenen Wunsch nicht Mitglied der EU, könnten es aber werden. Unter diesen Gebieten finden sich auch europäische Gebiete mit Unabhängigkeitsbestrebungen, bei denen auch der Beitritt als vollkommen eigenständiges Mitglied denkbar ist.

#### Nationen innerhalb des Königreichs Dänemark
Die Färöer und Grönland sind gleichberechtigte Nationen innerhalb Dänemarks und keine EU-Mitglieder.
Färöer: Die Färöer sind kein ÜLG und wenden keinerlei Europarecht an. Die Bewohner sind auch keine Unionsbürger. Die Inseln gehören nicht zum Schengen-Raum, aber Passkontrollen finden zu Ländern der Nordischen Passunion hin nicht statt. Die Färöische Krone ist mit einem festen Wechselkurs an den Euro gekoppelt, da sie in Parität zur Dänischen Krone steht. Eine weitreichende Autonomie der Inseln besteht seit 1948. Mit der EU gibt es seit 1977 ein Fischereiabkommen und seit 1991 ein Freihandelsabkommen, das aber quantitative Beschränkungen hat. Die Mitgliedschaft wurde 2007 von der damaligen Regierung abgelehnt. Stattdessen besteht vielmehr Interesse an einer EFTA-Mitgliedschaft und einer engen Zusammenarbeit mit der EU nach dem Vorbild der Schweiz. Am 29. März 2005 wurde in einer Erklärung der dänischen Regierung klargestellt, dass im Falle des Beitritts Dänemarks zur Eurozone die Färöer die Krone behalten können, wenn sie es so beschließen. Es könnte jedoch nach dem Willen der Partei Sjálvstýrisflokkurin umgekehrt kommen: Während die Dänen zu dem Zeitpunkt keinen Beitritt zur Eurozone planten, beantragten die Färöer im August 2009 die Einführung des Euro. Die Färöer haben enge Bindungen zu ihrem nördlichen Nachbarn Island, mit dem seit 31. August 2005 eine Wirtschaftsunion besteht. Der zwischenzeitlich angestrebte EU-Beitritt Islands nach der Finanzkrise ab 2007 hätte auch die Haltung der Färinger zu einem Beitritt beeinflussen können.
Grönland: Die Insel hat den Status eines ÜLG und strebt für die nahe Zukunft die Unabhängigkeit vom Königreich Dänemark an. 1979 erlangte Grönland eine Selbstverwaltung und die innere Autonomie mit eigenem Parlament und eigener Regierung. Die Einwohner stimmten 1982 in einem Referendum für einen Austritt aus der Europäischen Gemeinschaft, der 1985 vollzogen wurde. Ursache für den Austritt Grönlands aus der EG war in erster Linie damals die Überfischung grönländischer Gewässer durch westdeutsche Fangflotten. Mit der EU bestehen weitere Vereinbarungen, u. a. eine Zollunion für bestimmte Produktgruppen. Die Insel erhält zudem finanzielle Unterstützung von der EU. Die derzeitige grönländische Regierung verhält sich neutral zu einer eventuellen Mitgliedschaft. In einem Interview im Januar 2009 äußerte sich der damalige Außen- und Finanzminister von Grönland, Per Berthelsen, zurückhaltend zum EU-Beitritt. Man müsse abwägen, welche Vor- und Nachteile dieser Schritt hätte. Da Grönland einst Teil der EG war und historisch durch die Abhängigkeit von Dänemark eng mit Europa verbunden ist, gilt eine Ablehnung Grönlands aus kulturellen, geografischen oder historischen Gründen als unwahrscheinlich. Zudem ist die EU aus geopolitischen Gründen daran interessiert, in der Arktis präsent zu sein.

#### Französische Überseegebiete
Im Gegensatz zu den anderen EU-Mitgliedstaaten mit Außengebieten sind erhebliche Teile der französischen Überseegebiete Teil der Europäischen Union. Dies ist bei Französisch-Guayana, Guadeloupe, Martinique, Mayotte, Réunion und Saint-Martin der Fall.
Die übrigen Gebiete sind ÜLG:
- Französisch-Polynesien: Das Gebiet verwendet den CFP-Franc, der fest an den Euro gekoppelt ist.
- Französische Süd- und Antarktisgebiete: Diese Gebiete verwenden den Euro, was aber von geringer praktischer Bedeutung ist, da es dort keine einheimische Bevölkerung gibt und alle Bewohner zu den Besatzungen von Forschungsstationen gehören.
- Neukaledonien: Das Gebiet verwendet den CFP-Franc, der fest an den Euro gekoppelt ist.
- Saint-Barthélemy: Als einziges karibisches Überseegebiet ist Saint-Barthélemy auf eigenen Wunsch seit 1. Januar 2012[114] kein Teil der Europäischen Union mehr. Dieser Schritt wurde damit begründet, dass es mit der Inselwirtschaft, die ausschließlich auf den Fremdenverkehr ausgerichtet ist, schwer sei, das Europarecht anzuwenden.
- Saint-Pierre und Miquelon: Das Gebiet verwendet den Euro.
- Wallis und Futuna: Das Gebiet verwendet den CFP-Franc, der fest an den Euro gekoppelt ist.

Die Bürger aller französischen Überseegebiete sind Unionsbürger und wählen das Europäische Parlament mit. Bei den letzten Europawahlen bildeten sie einen Wahlbezirk, der drei Abgeordnete in das Parlament entsandte.

#### Karibische Gebiete im Königreich der Niederlande
Das Königreich der Niederlande umfasst eine Reihe Gebiete in der Karibik, die aber nicht alle denselben Status haben. Durch die letzte Änderung im Jahr 2010, die nach Volksabstimmungen in den Gebieten durchgeführt wurde, sind einige Gebiete gleichberechtigte Länder innerhalb des Königreichs, d. h., sie sind den Niederlanden gleichgestellt und verfügen über vollkommene innere Autonomie. Andere haben den Status einer Besonderen Gemeinde gewählt, der eine eventuelle spätere EU-Mitgliedschaft in Form eines Gebietes in äußerster Randlage ermöglicht. Eine Entscheidung hierzu steht immer noch aus.
- Aruba, Sint Maarten und Curaçao sind gleichberechtigte Länder. Diese Länder verwenden eigene Währungen. Als Besonderheit hat Sint Maarten eine Grenze zur Europäischen Union, da die andere Hälfte der Insel St. Martin ein zur EU gehörendes französisches Überseegebiet ist.
- Bonaire, Saba, Sint Eustatius sind „Besondere Gemeinden“. Die Gebiete verwenden den US-Dollar.